# Kottayam-Malabar
Kottayam-Malabar è una suddivisione dell'India, classificata come census town, di 17.500 abitanti, situata nel distretto di Kannur, nello stato federato del Kerala. In base al numero di abitanti la città rientra nella classe IV (da 10.000 a 19.999 persone).

## Geografia fisica
La città è situata a 11° 49' 12 N e 75° 32' 32 E.

## Società

### Evoluzione demografica
Al censimento del 2001 la popolazione di Kottayam-Malabar assommava a 17.500 persone, delle quali 8.306 maschi e 9.194 femmine. I bambini di età inferiore o uguale ai sei anni assommavano a 1.966, dei quali 993 maschi e 973 femmine. Infine, coloro che erano in grado di saper almeno leggere e scrivere erano 14.647, dei quali 7.119 maschi e 7.528 femmine.